# 伊藤海斗
伊藤 海斗（いとう かいと、2001年4月2日 - ）は、山形県飽海郡遊佐町出身の元プロ野球選手（外野手）。左投左打。

## 経歴

### プロ入り前
遊佐町立遊佐中学校時代は軟式野球部に所属。3年夏は山形県大会に優勝。
酒田南高校では1年夏からベンチ入りも、甲子園出場はなかった。高校通算36本塁打。
2019年10月17日に行われたプロ野球ドラフト会議において読売ジャイアンツからドラフト6巡目で指名され、11月14日に契約金3000万円、年俸540万円で仮契約した。背番号は97。担当スカウトは柏田貴史。

### 巨人時代
2020年は、イースタン・リーグ38試合に出場し、打率.234、0本塁打、5打点の成績だった。オフに、現状維持の推定年俸540万円で契約を更改した。
2021年は、イースタン・リーグ15試合に出場し、打率.333、0本塁打、2打点を記録。11月15日、育成契約への移行を前提として自由契約とすることを通告された。12月10日、20万円減となる推定年俸520万円で育成選手として再契約した。背番号は097に変更された。
2022年は、イースタン・リーグ15試合に出場し、打率.258、0本塁打、2打点を記録。10月3日、来季の契約を結ばないことが球団より発表された。

### 社会人野球時代
2023年より、福島県で活動する社会人野球クラブチームのエフコムBCでプレーすることになった。

## 選手としての特徴
- クネクネとした独特の打撃フォームからアナコンダの異名を持つ[12][13]。

## 詳細情報

### 年度別打撃成績
- 一軍公式戦出場なし

### 背番号
- 97（2020年 - 2021年）
- 097（2022年）